# Испанская и Португальская епархия (Румынский патриархат)
Испа́нская и Португа́льская епархия (исп. Episcopia Spaniei şi Portugaliei, официальное название Румынская православная епископия в Испании и Португалии, рум. Episcopia Ortodoxă Română a Spaniei și Portugaliei, исп. Obispado Ortodoxo Rumano de España y Portugal. порт. Diocese Ortodoxa Romena de Espanha e Portugal) — епархия Румынской православной церкви на территории Испании и Португалии. Входит в состав митрополии Западной и Южной Европы.

## История
В 2003 году по инициативе митрополита Иосифа (Попа) была начата процедура регистрации Румынской православной церкви в Министерстве юстиции Испании. К тому времени в Испании действовало 10 приходов Румынской церкви. По мере роста числа приходов от румынских клириков верующих стали поступить просьбы о поставлении епископа дли Испании.
22 октября 2007 года Священный Синод Румынской церкви учредил Испанскую и Португальскую епархию в рамках митрополии Западной и Южной Европы. К тому времени на территории епархии служили 43 священника. 22 января 2008 года состоялась встреча Патриарха Румынского Даниила с послом Португалии в Румынии и Молодове Александре Мария Линдим Вассало а 6 февраля 2008 года — с послом Испании в Мадриде Хуаном Павло Гарсиа-Бедроем. К тому времени в Румынии находилось более 700 000 румынов, а в Португалии — порядка 100 000 румынов и граждан Республики Молдова.
3 марта 2008 года епархиальное собрание Испанской и Португальской епархии в Мадриде, назначило кандидатом на должность правящего архиерея священника Тимофея (Лаурана), настоятеля монастыря Успения Пресвятой Богородицы во Франции. 5 марта 2008 года решением Священного Синода Румынской Православной Церкви был избран правящим архиереем новой Испанской и Португальской епархии в составе митрополии Западной и Южной Европы. 25 мая того же года состоялась его епископская хиротония. На тот момент Испанская и Португальская епархия насчитывала 40 приходов и 8 филиалов.